# ميلين فيغيريدو
ميلين فيغيريدو مواليد 3 فبراير 1983 في غوارولوس، البرازيل، هي لاعبة كرة يد برازيلية. مثلت منتخب البرازيل لكرة اليد للسيدات. شاركت في دورة الألعاب الأولمبية الصيفية سنة 2004.

## روابط خارجية
- ميلين فيغيريدو على موقع أوليمبيديا (الإنجليزية)